# دين روك
دين روك (بالإنجليزية: Dean Rock)‏ هو لاعب كرة القدم الغالية أيرلندي، ولد في 26 فبراير 1990 في دبلن في جمهورية أيرلندا.